# Rize (película de 2005)
Rize es una película documental estadounidense de 2005 dirigida por David LaChapelle, protagonizada por Lil' C, Tommy the Clown y Miss Prissy. Documenta la cultura y la competencia que rodean dos formas de danza, el clown y el krumping.

## Sinopsis
Rize es un documental que sigue un programa de entrevistas a dos subculturas de baile afines de Los Ángeles llamadas clowning y krumping. La primera serie de entrevistas presenta, describe y desarrolla el estilo de baile conocido como clowning. Descendiente del breakdance de la década de 1980, el clowning es un arte callejero contemporáneo en sí mismo, caracterizado por la rapidez y fluidez de sus extremidades, las sacudidas febriles, el hipismo y los desconcertantes trucos atléticos. Tommy Johnson, más conocido por su alias, Tommy el Payaso, es un antiguo traficante de drogas y un hombre con una misión. Para Tommy, hacer el payaso es algo más que un pasatiempo estético: En una zona asediada por tiroteos, tráfico de drogas y desempleo, el payaso es su forma de ofrecer una alternativa optimista a los jóvenes, un medio de expresión personal y una oportunidad de canalizar la energía positiva.
La segunda serie de entrevistas y secuencias explica cómo el estilo de danza conocido como krumping evolucionó a partir del clown y maduró hasta convertirse en su propia identidad. Al igual que el clown, el krumping se caracteriza por movimientos libres, expresivos, exagerados y muy enérgicos. Los jóvenes que empezaron a bailar krumping, conocidos como Lil C' y Miss Prissy, vieron en el baile una forma de escapar de la vida de las bandas y de "liberar la ira, la agresividad y la frustración de forma positiva, no violenta".
La tercera sección de la película muestra una batalla de baile llamada The Battle Zone, que tiene lugar entre payasos y krumpers en el Great Western Forum en 2004. El estilo de la película y la banda sonora establecen vínculos creativos entre los rituales de danza africanos y el estilo de krumping en desarrollo.

## Reparto
- Lil' C como él mismo
- Tommy el Payaso como él mismo
- Dragon (ahora llamado Slayer) como él mismo
- Ceasare "Tight Eyez" Willis como él mismo
- La Niña como ella misma
- Miss Prissy como ella misma
- Boi salvaje como él mismo
- Larry como él mismo
- Lil' Mama como ella misma (no confundir con la rapera Lil' Mama)
- Gran Mijo como él mismo
- Baby Tight Eyez como Christian Jones
- Margarita como ella misma
- Lil Tommy el payaso (Shannon Hill) como él mismo
- Termitas (Shontae Williams)

## Recepción
Rize recibió opiniones positivas de los críticos. En Rotten Tomatoes, la película tiene una calificación del 84% basada en 94 reseñas, con una calificación promedio de 7/10. El consenso del sitio dice: "Los bailes en Rize son eléctricos incluso si el documental no profundiza tanto en la vida de los artistas". Metacritic reporta una calificación de 74 sobre 100 basada en 29 críticas.